# アンリ3世 (ブラバント公)

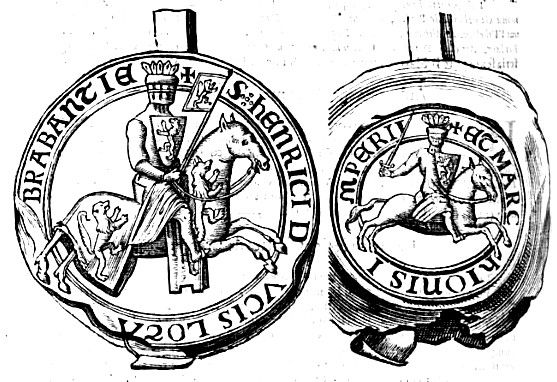
アンリ3世のシール

アンリ3世（Henri III de Brabant, 1230年 - 1261年2月28日）は、ブラバント公（在位：1248年 - 1261年）。

## 生涯
父はブラバント公アンリ2世、母はローマ王フィリップの娘マリア。異母弟にヘッセン方伯ハインリヒ1世がいる。対立王に擁立されたテューリンゲン方伯ハインリヒ・ラスペは義兄、ホラント伯ウィレム2世は父方の従兄に当たる。
大空位時代でコーンウォール伯リチャードと帝位を争っていたカスティーリャ王アルフォンソ10世（母方の従弟）からロチエ公爵に叙爵された。これは従来の下ロレーヌ公を改めた爵位で、領土は伴わなかった。

## 結婚と子女
1251年、ブルゴーニュ公ユーグ4世の娘アデライードと結婚、4人の子を儲けた。
1. アンリ4世（1251年 - 1272年）[1] - ブラバント公位を継承したが、精神障害があったため弟により1267年5月24日に退位させられた。
2. ジャン1世（1253年 - 1294年）[1] - ブラバント公。最初にフランス王ルイ9世の娘マルグリットと結婚、2度目にフランドル伯ギーの娘マルグリットと結婚[2][3]。
3. ゴドフロワ（? - 1302年）[1] - アールスコート領主、金拍車の戦いで戦死。1277年にイザボー・ド・ヴィエルゾンと結婚。
4. マリー（1254年 - 1321年） - フランス王フィリップ3世と結婚[1]